# Трав'янчик білогорлий
Трав'янчик білогорлий (Amytornis woodwardi) — вид горобцеподібних птахів з родини малюрових (Maluridae).

## Поширення
Ендемік Австралії. Поширений на заході півострова Арнемленд в Північній Території. Його природними середовищами існування є субтропічні або тропічні сухі низові пасовища та скелясті ділянки.